# Tanpopo 1
Tanpopo 1 este primul album de la formația pop de fete Tanpopo. Acesta a fost lansat pe 31 martie 1999 cu numărul de catalog EPCE-5017.

## Melodii
1. "Last Kiss (Single Version)" (ラストキッス?)Last Kiss (Single Version)" (ラストキッス?)
2. "Wakatte nai ja nai" (わかってないじゃない?) (わかってないじゃない?)
3. "Sentimental Minamimuki" (センチメンタル南向き?) (センチメンタル南向き?)
4. "Motto (Album Mix)"
5. "Tanjoubi no Asa" (誕生日の朝?) (誕生日の朝?)
6. "Kataomoi" (片想い?) (片想い?)
7. "One Step"
8. "Tanpopo" (たんぽぽ?)Tanpopo" (たんぽぽ?)
9. "Suki" (スキ?) (スキ?)
10. "Last Kiss (Album Version)" (ラストキッス?)Last Kiss (Album Version)" (ラストキッス?)